# アルダカーン郡
アルダカーン郡（ペルシア語: شهرستان اردکان）とは、イランのヤズド州に属する郡である。郡中心市はアルダカーン。郡は中心地区とKharanaq地区、Aqda地区の3つの地区に分けられており、それぞれアルダカーン市、アーマダバード市、Aqda市が属している。元々はヤズド郡に属する地区（バフシュ）だったが、1969年に郡に昇格した。
アルダカーン郡は砂漠と標高2,000-3,000mの山に囲まれており、一年を通して乾燥している。夏季の気温は35度を超え、冬季の気温は日中は温暖ではあるものの、氷点下に達することもある。
住民はイスラム教シーア派十二イマーム派が多数であるが、少数のゾロアスター教徒も存在している。